# Cleome carnosa
Cleome carnosa là một loài thực vật có hoa trong họ Màng màng. Loài này được (Pax) Gilg & Benedict mô tả khoa học đầu tiên năm 1915.